# Furcifer polleni
Furcifer polleni là một loài thằn lằn trong họ Chamaeleonidae. Loài này được Peters mô tả khoa học đầu tiên năm 1874.